# P.S. Szeretlek (Így jártam anyátokkal)
A P.S. Szeretlek az Így jártam anyátokkal című televízió-sorozat nyolcadik évadának tizenötödik epizódja. Eredetileg 2013. február 4-én vetítették, míg Magyarországon 2013. október 28-án.
Ebben az epizódban Barney felfedezi Robin zenei karrierjének újabb sötét múltját. Marshall és Lily amiatt aggódnak, hogy Ted új barátnője teljesen őrült.

## Cselekmény
Miközben Ted a metrón utazik, észreveszi, hogy egy nő a "Száz év magány" című könyvet olvassa, akárcsak ő, de mielőtt meg tudná szólítani, leszáll. Elmeséli Marshallnak és Lilynek ezt, és azt a pár részletet, amit megfigyelt és ami alapján megtalálhatja. Szerintük Ted ötlete őrültség, ám Ted szerint ez a végzet hatalma. Lilyék szerintük az ő találkozásuk volt az a kollégiumban. Másnap aztán Ted meglátja a lányt az egyetemen, ahol tanít. A többieknek később lelkesen meséli, hogy Jeanette-nek hívják, és a metrós találkozásuk óta ő is azon volt, hogy megtalálja őt, és így jutott el az egyetemig. Azonban nem tudta, melyik osztályban taníthat, de a tűzjelző váratlan megszólalása miatt végül találkozhattak. Habár szerintük Jeanette totál őrült, Ted azt mondja, vékony a határmesgye a szerelem és az őrület között, és felvázolja az elméletét erről. Marshall és Barney szerint Jeanette húzta meg a tűzjelzőt. Robin ekkor közli, hogy Kanadában ő is hasonlóan viselkedett egyszer: szerelmes volt egy fickóba, aki nem vette őt észre, ezért folyamatosan a nyomában járt. Teleírta a naplóit vele, és addig-addig fajult a helyzet, hogy távoltartási végzést rendeltek el vele szemben. Barneyt elkezdi érdekelni a dolog, de Robin nem hajlandó többet mondani, ezért betör a lakásába, hogy elolvassa a naplóit. Az abban talált információk alapján Kanadába utazik, hogy megtalálja az illetőt. Először találkozik Robin két exével, de egyikük sem a kérdéses illető. Ezután Simonnal találkozik, aki megemlíti, hogy készült egy Robin Sparkles dokumentumfilm, és abból megtudhatja, amit akar.
Barney felkutatja a filmet és hazatér, azzal, hogy megnézeti a többiekkel is a filmet. A dokumentumfilm Robin Sparkles pályafutásáról szól, és kanadai hírességek szólalnak meg benne, narrálva a történéseket. Ebből kiderül, hogy Robin egy pillanatban úgy döntött, hogy nem adja tovább a jókislányos imidzset, ezért grunge rocker lett Robin Daggers néven, és megírta a "P.S. I Love You" című dalát. A dalt a kiadó nem volt hajlandó forgalomba hozni, mert a zene és a klipje is túl nyomasztó volt. Aztán amikor Robinnak a kupadöntő félidejében kellett volna fellépnie, átváltozott a színpadon, és Robin Sparkles-ből Robin Daggers lett. A további elhangzó állítások alapján Barney úgy véli, hogy az illető, akibe Robin szerelmes volt, nem más, mint Alan Thicke. Barney el is megy hozzá, de Alan Thicke leüti őt. Mikor Robin megtudja, hogy Barney látta a filmet, elmondja, hogy akibe igazából szerelmes volt (és akiről a szám szól) nem más, mint egy másik kanadai híresség, a dokumentumfilmben is szereplő, előnytelen külsejű Paul Shaffer.
Közben Ted megkérdi Jeanette-et, hogy ő húzta-e meg a vészjelzőt, amire beismeri, hogy tényleg ő tette, mert nem bírta volna elviselni, hogy ne találkozzanak azok után, hogy ilyen közel kerültek egymáshoz. Ted szerint ez romantikus, de Marshallék szerint őrültség. Elmennek az egyetemre, és bebizonyosodik a gyanújuk: a tűzjelzőt nem lehet csak úgy bekapcsolni, ahhoz tűz kell, tehát Jeanette gyújtogatott. Ted erre is rákérdez, Jeanette elismeri, de ennek ellenére még mindig tetszik neki a dolog. Marshall felháborodik, de Lily már nem tudja egyöntetűen támogatni: kénytelen bevallani, hogy annak idején a kollégiumban ő is rásegített kicsit, hogy ő és Marshall újta találkozhassanak (nem az első ajtón kopogott be, hanem végigpróbálta az összeset).
Aznap este Ted elmondja Jeanette-nek, hogy az is a végzet jele, hogy ugyanazt a könyvet olvasták. Csakhogy később rájön, hogy Jeanette a könyvet tíz perccel azután vásárolta ugyanabban a könyvesboltban, ahol ő is vette. Jeanette erre bevallja, hogy egy ideje már követte Tedet – egész pontosan másfél éve, amikor megjelent Ted arcképe a New York magazin címoldalán. Ted ennek ellenére is szexinek találja a nőt – Jövőbeli Ted pedig elmondja, hogy mielőtt egy férfi megnősülne, még elkövet egy végzetes hibát, és neki Jeanette volt az.

## Kontinuitás
- Ted az "Én nem az a pasi vagyok" című részben is sárga jegyzettömböt használt, amelyre most rá van írva, hogy Ted Mosby tulajdona ("A ló túloldalán")
- Jeanette "A tanú" című rész óta követte Tedet.
- Barney a kanadai nyomozásai során utal rá, hogy negyedrészt ő is kanadai ("A lotyós tök visszatér")
- Marshall és Lily első találkozása az "Így találkoztam a többiekkel" című részben szerepelt.
- Barney ezúttal is elrohan, ahogy megtudja, hogy létezik egy másik Robin Sparkles videó, hogy mielőbb megtalálja.
- Barney Ted fúrójával tör be Robin lakásába – ugyanezzel a fúróval tört be korábban Robin is Barney lakásába.
- Ted ismét egy Gabriel Garcia Márquez könyvet olvas. "A tej" című részben a számítógép által választott ideális párjának a kedvenc könyve a "Szerelem a kolera idején", amelyet a "Farhampton" című epizódban olvas Ted is az állomáson.
- Simon ismét megemlíti Lousie Marsh nevét ("Homokvárak a homokban")
- A "Nem sürgetlek" című rész után – miután a Tedé összetört – már csak Marshalléknak van videója.

## Érdekességek
- Két kanadaiakkal kapcsolatos sztereotípia is megjelenik az epizódban. Az egyik szerint imádják a fánkot, a másik szerint rendkívül udvariasak.
- A dokumentumfilm szerint a "Homokvárak a homokban" juharlemez lett, míg a "Let's Go To The Mall" dupla juhar. Korábban mindkét számra csak úgy utalt Robin, hogy csak kisebb slágerek voltak. Ugyanakkor elképzelhető, hogy hazudott, hiszen az "Egy kis Minnesota" című részben a kanadai bárban mindenki kívülről tudta a szövegét a "Let's Go To The Mall"-nak.
- Némi ellentmondás mutatkozik a körben, hogy miként is ismerkedett meg Marshall és Lily. Az "Életem legjobb bálja" című részben Lily javította a magnóját, miközben Marshallal beszélgetett, itt viszont azt mondja, hogy a rossz magnóval kifejezetten azért indult el, hogy azt Marshall javítsa meg. A visszatekintés során ráadásul Lily száján fekete színű rúzs van, ami a korábbi alkalmakkor nem volt rajta.
- Alex Trebek, aki a dokumentumfilmben is szerepelt, nem ismerte meg Robint a "Téves riasztás" című epizódban. Itt viszont úgy látszik, hogy nemcsak hogy jól ismerte őt, de ott volt az ominózus Robin Daggers fellépésen is, és azt mondta erre, hogy akkor született meg Kanadában a grunge. Ez utóbbi kijelentése egy visszatérő geg a sorozatban, rengetegszer élcelődnek azon, hogy Kanadába minden késéssel érkezik.
- A "P.S. I Love You" neten is látható teljes hosszúságú változatában egy pillanatra felvillan egy tábla, amire krétával van felírva, hogy "It's Paul Shaffer", leleplezve, hogy kihez is szól igazából.
- Ted Dobler/Dahmer elmélete két ember nevéből tevődik össze. Dobler a "Mondhatsz bármit" című film pozitív szereplője, míg Jeffrey Dahmer egy közismert sorozatgyilkos.
- Robin Sparkles ebben a részben szerepelt utoljára. A fináléban Robin egy dal erejéig magára öltötte volna a flitteres farmerkabátot, de ezt a jelenetet kivágták.

## Vendégszereplők
- Abby Elliot – Jeanette
- Alan Thicke
- James Van Der Beek – Simon
- Alex Trebek
- Dave Coulier
- Paul Shaffer
- Jason Priestley
- k. d. lang
- Steven Page
- Geddy Lee
- Luc Robitaille
- Dave Thomas – Chuck Gerusi
- James Jude Forbes – narrátor
- Craig Lee Thomas – Turk Grimsby
- Corey Krueger – Gordie
- Chuck Lacey – öregember

## Zene
- Robin Daggers – P.S. I Love You

## Fordítás
- Ez a szócikk részben vagy egészben  a   P.S. I Love You (How I Met Your Mother) című angol Wikipédia-szócikk ezen változatának fordításán alapul.  Az eredeti cikk szerkesztőit annak laptörténete sorolja fel. Ez a jelzés csupán a megfogalmazás eredetét és a szerzői jogokat jelzi, nem szolgál a cikkben szereplő információk forrásmegjelöléseként.